# Cachiri
Le cachiri est une bière traditionnelle peu alcoolisée produite par les Wayãpi et les Wayanas à partir de pâte de manioc. 
Il en existe plusieurs recettes. Certaines utilisent la pâte de manioc détoxifiée, d'autres des cassaves volontairement trop cuites. 
La préparation du cachiri est généralement confiée aux femmes qui le produisent en mâchant le manioc puis en recrachant dans un jarre où cette préparation fermente. Plus un cachiri est ancien, plus il se charge en alcool (généralement pas plus de 2 ou 3°), mais on ne lui laisse généralement pas beaucoup de temps. Certains cachiris sont confectionnés à partir d'ignames violets bouillis (les Amérindiens wayampi l'appellent calalou) ou à partir d'épis de maïs. 
Le cachiri joue un grand rôle social pour les communautés : il permet à tout le monde de se réunir et de discuter longuement.